# 3407 Jimmysimms
3407 Jimmysimms је астероид главног астероидног појаса са средњом удаљеношћу од Сунца која износи 2,685 астрономских јединица (АЈ).
Апсолутна магнитуда астероида је 12,3.